# Filips II van Montfort
Filips II van Montfort (circa 1225 - Tunis, 24 september 1270) was van 1240 tot aan zijn dood heer van Castres en van 1268 tot aan zijn dood graaf van Squillace. Hij behoorde tot het huis Montfort-l'Amaury.

## Levensloop
Filips II was de oudste zoon van Filips I van Montfort, heer van Castres, uit diens eerste huwelijk met Eleonora van Courtenay, dochter van Peter II van Courtenay, keizer van het Latijnse Keizerrijk.
In 1240 trok zijn vader naar Palestina, waarna Filips hem opvolgde als heer van Castres, La Ferté-Alais en Bréthencourt. In 1258 stichtte hij nabij Castres het dominicanenklooster Saint-Vincent
Vanaf 1266 begeleidde hij Karel van Anjou naar Italië, om Sicilië te veroveren. Als dank voor zijn verdiensten werd Filips II aangesteld tot graaf van Squillace. Na zijn terugkeer naar Castres in 1268 liet hij de burchten van Roquecourbe en Técou bouwen.
In 1270 nam hij deel aan de Achtste Kruistocht onder leiding van koning Lodewijk IX van Frankrijk. Filips stierf in september 1270 tijdens het beleg van Tunis, waarbij het Franse leger werd getroffen door een epidemie van dysenterie. Hij werd bijgezet in het Saint-Vincentklooster nabij Castres.

## Huwelijk en nakomelingen
Filips II huwde met Johanna (overleden in 1284), dochter van Guy I de Lévis, heer van Mirepoix. Ze kregen vier kinderen:
- Johanna (overleden in 1300), huwde eerst met graaf Guigo VI van Forez en daarna met Lodewijk van Savoye, heer van Vaud
- Jan (overleden in 1300), heer van Castres en graaf van Squillace
- Laura (overleden in 1300), huwde met graaf Bernard VII van Comminges
- Eleonora (overleden in 1338), huwde met graaf Jan V van Vendôme